# Nigel Paulet, 18. Marquess of Winchester

Wappen der Marquesses of Winchester

Nigel George Paulet, 18. Marquess of Winchester (* 23. Dezember 1941; † 8. April 2016) war ein britischer Peer und Politiker.
Beim kinderlosen Tod seines Onkels zweiten Grades Richard Paulet, 17. Marquess of Winchester am 5. März 1968 erbte er dessen Adelstitel als 18. Marquess of Winchester (1551), 18. Earl of Wiltshire (1550) und 18. Baron St. John (1539). Der Marquesstitel ist der älteste in der Peerage of England, wodurch er nach der Protokollarischen Rangordnung der ranghöchste Marquess Englands (Premier Marquess of England) war.
Mit den Titeln war die Mitgliedschaft im britischen House of Lords verbunden, bis durch den House of Lords Act 1999 mit Wirkung zum 11. November 1999 die erblichen Parlamentssitze abgeschafft wurden und er seinen Sitz verlor.
Der Marquess lebte in Centurion in Südafrika. Er starb 2016 in Gauteng in Südafrika im Alter von 74 Jahren.
Er heiratete am 25. November 1967 Rosemary Anne Hilton, mit der er zwei Söhne und eine Tochter hatte:
- Christopher John Hilton Paulet, Earl of Wiltshire (* 30. Juli 1969)
- Lord Richard George Paulet (* 16. August 1971)
- Lady Susan Paulet (* 1976)